# ケロロ軍曹
『ケロロ軍曹』（ケロロぐんそう、英語表記：Sergeant Frog）は、吉崎観音による日本の漫画。『月刊少年エース』（角川書店、以下『少年エース』）において連載中。略称は「ケロロ」。
1998年に読み切り「ケロロぐんそー」を発表（詳細は後述）。同誌1999年4月号より連載が開始。単行本は2024年8月現在、34巻まで発刊されている。2018年6月時点で累計発行部数は1400万部を突破している。
また、『ケロロランド』『ケロケロエース』（どちらも角川書店）には過去の『少年エース』掲載分が再録という形で収録されている（前者には再録分とは別に、描き下ろしの漫画も掲載されている）。
本作品は第50回（2004年度）小学館漫画賞児童向け部門を受賞し、角川書店の作品では史上初にして現時点で唯一の受賞作となっている。

## 作品の特色
作品のテーマは「家族」である。地球侵略をしに来たカエルをモチーフとした宇宙人（ケロン人）・ケロロ軍曹が日向家に居候することによる日常と非日常の融合とそのギャップが生み出すおかしさが話のベースとなっている。その一方で魅力的な女性キャラクターが多数登場するなど近年の萌え漫画的な要素もふんだんに盛り込まれ、原作では女性キャラクターのお色気要素が数多く存在する。子供だけでなく幅広い層を取り込んでいる。
ストーリーが進むとケロロの部下が集まり、彼らで地球侵略作戦を練っては試みるも居候先の少女・夏美に懲らしめられたり作戦の詰めの甘さによって自滅したりしてオチがつく、というのがこの漫画の基本パターンとなっている。また、内容によっては人間の行いに対する警告・教訓の意味合いを持つエピソードも含まれている。連載が進むにつれてケロン人と地球人たちとの間にも友情が芽生え、侵略する側とされる側という対立の構図とのギャップも漫画の展開に絡んでくるようになってきている。基本的には毎回一話完結型で描かれるが例外的に2-4話に分けられたストーリーがあり、単行本化のときに巻をまたぐものもある。
作風は「デフォルメされた、魅力あるキャラクター」「太く、はっきりした線」を基本とし、そして伝統的な漫画のスタイルを踏襲している。その一方で「デザイン的な絵文字、漫符」「コマの構成をぶち抜く画の配置」などイラストデザイン面でも優れており、イラストレーターとしても活躍する作者・吉崎の持ち味が十分に発揮されている。
また、本作では他の作品のパロディやオマージュ、セリフや演出の引用も多く、アニメにおいてもその傾向は引き継がれ、中にはタイトルがオマージュとなっている話や（例：アニメ第1話のタイトル）、一話丸ごとパロディというものもある。

### アニメから原作に「逆輸入」された設定
一般に、漫画を原作とするテレビアニメでは、ストーリーが原作から大きく変更されることがある。本作もその例外ではなく（詳細はケロロ軍曹 (アニメ)を参照）、本来は原作の設定をもとにアニメ設定が作られるところが、逆にアニメオリジナルであった設定を原作が取り入れることがある（以下に例を挙げる）。
- 一部の登場キャラクター
  - ニョロロ（正確には亜種である「ニョロロγ」が登場した。作中でも語り手にその回のオチで「アニメのスタッフです！」とメタ寄りのツッコミ発言をされている。）
  - カララ（厳密には原作の出版雑誌である『少年エース』にて初登場後、すぐアニメに登場したキャラクター。なお、原作とアニメでは設定にいくつか差異がある。）
  - シルヴィ（ゲストキャラクターによる逆輸入登場の例。彼女が最初にゲスト枠として逆輸入の登場を果たしたキャラクター。）
  - ポヤン（おおよその経緯はシルヴィと似ている。ただし彼女の場合はアニメで昇格して準レギュラー扱いになったという違いがある。）
  - 師走さつき&霜月やよい（当初は別キャラクターが夏美の友達枠として登場していたが、コミックス10巻にて逆輸入される形で原作にも登場した。なお、名前の表記は「早月」と「弥生」になっている。）
  - プルル看護長（本編での登場はアニメが先だが、それ以前に原作13巻の描き下ろし漫画に登場している。つまりは作者考案のキャラクター。）
  - ジララ大尉（メインキャラクターの経歴に関わるキャラクターとして原作にも後付け設定で登場した）
  - アクアク（厳密には設定のみが逆輸入されたキャラクター。元は原作コミックス15巻に登場したキャラクターであったのだが、冬樹の世界7不思議イースター島の神々編にて辻褄合わせのために正式登場した。なお、コミックス15巻にて登場した個体はアクアクのDNAを持った別個体であったことが判明している。）
- オカルトクラブ（原作では冬樹が漫画研究部から退部する形で登場する。そのためアニメでは漫画研究部が登場しない。）
- 西澤タワー（シーンの登場が原作より先だったための逆輸入）
- ケロロの口癖「ゲロゲロリ」（元々は担当声優の渡辺久美子によるアドリブ。原作では当初「二ヤリ」だった。）
- 奥東京市（吸収合併された扱いで設定上にのみ存在している。なお、この設定は公式ガイドブック22.5巻で明かされたもの。）

## あらすじ
ガマ星雲第58番惑星「ケロン星」から地球（地球外の全宇宙人の呼称は「ペコポン」）の侵略のため、先遣隊が派遣された。その隊長・ケロロ軍曹、突撃兵・タママ二等兵、機動歩兵・ギロロ伍長、作戦通信参謀・クルル曹長、暗殺兵・ゼロロ兵長（後にドロロと改名）の5名の兵士からなる、宇宙侵攻軍特殊先行工作部隊・ケロロ小隊が地球に降り立った。
しかし地球に降り立つ際に、隊員5名は散り散りになり、小隊長のケロロは一軒の民家に潜伏するが、そこに住む地球人の日向夏美と弟の日向冬樹にあっさりと発見・捕獲される。本隊はこの状況を危険と判断し、彼ら先発隊5名を残して緊急撤退。地球に取り残されたケロロは、日向家の居候になり、家の掃除をさせられたり、趣味のガンプラを作ったりして毎日を送っている。
やがてバラバラにはぐれてしまった隊員たちが段々とケロロの下へ集結し遂に5人全員が揃う。その途中、アンゴル族の少女・アンゴル＝モアまでが日向家に居候を始め、日向家はますます大混乱。変わりに変わった日向家でのさらにへっぽこな日々が続くことになる。

## 登場人物
※キャラクター名の記載基準は公式サイトに基づく。
ケロロ軍曹
本作の主人公。地球外惑星である"ケロン星"から地球を侵略しにやって来る地球侵略部隊「ケロロ小隊」の隊長。紆余曲折あって日向家へと居候する。
タママ二等兵
ケロロを尊敬している"自称"ケロロ小隊のマスコット。普段はキュートでラブリーだが、一度キレると手が付けられなくなる。
ギロロ伍長
真面目でハードボイルドなケロロの幼馴染。侵略に対して熱心になるなど戦闘のエキスパートではあるが、侵略活動をサボるケロロには毎度呆れている。
クルル曹長
発明と嫌がらせをこよなく愛する男。様々なメカを開発する天才だが、自ら嫌われ役を買って出るひねくれ者。
ドロロ兵長
「ゼロロ」という名から改名した地球を愛する忍者。ケロロ小隊との決別を選択するも、中立な立場にいる。ケロロ・ギロロとは幼馴染。
日向夏美
本作のメインヒロイン。地球のとある一角地「日向家」に住む中学二年生の少女。ケロロ小隊の侵略を毎度阻止する。
日向冬樹
夏美の弟でオカルト好きな中学一年生の少年。宇宙人に対しても寛容的な心優しい性格で、ケロロとは友達になりたいと思っている。
日向秋
夏美と冬樹の母親であり、ケロロの居候する家「日向家」の家長。普段の職業は漫画雑誌の編集長。
西澤桃華
冬樹の学校のクラスメイトであり、世界一の大財閥「西澤グループ」の跡取り娘。野良犬にやられていたところを助けてあげたタママを居候させている。表の顔と裏の顔を別々に持つ二重人格者。
北城睦実 (623)
クルルのパートナーである、ミステリアスでクールな青年。普段は芸能人「623」として活躍しているが、その経歴は謎が多い。
東谷小雪
かつて存在していた忍者の里「忍野村」出身の少女。罠にかかっていたところを助けてあげたドロロとはいつも行動を共にしている。夏美とは転校先の学校で知り合って以降、友達になる。
アリサ＝サザンクロス
惑星に害をなす闇のもの「ダークレイス」を狩るために日々世界中を飛び回る少女。暗黒星雲人であるネブラによって人形から自我を持って活動するようになった。ネブラのことを「ダディ」と呼ぶ。
アンゴル＝モア
ケロン星と同盟関係にあるヒト型宇宙人・アンゴル族の女の子。地球を破壊する立場にいるが、毎回未遂に終わる。ケロロとは幼い頃に一緒に遊んでもらった相手であり、ケロロのことを密かに想っている。
ケロロ（新）
ケロロ小隊の代わりに地球を侵略しにやって来たケロン軍所属の男の子。純粋でわんぱくな新米兵。その実力はまだまだ未熟。

## 主な用語
この節では作品中によく登場する特殊な用語について解説する。
地球（ポコペン／ペコポン）
作品中に登場する宇宙人が使う、「地球」を指す言葉。
アニメや小説版を始めとする多くの派生作品では「ポコペン」が放送問題用語に該当するため、マスコミの自主規制によって「ペコポン」に変更されている。
ケロン人を始めとした宇宙人からは田舎という認識がなされており、地球人を見下す者も多い。
しかし文化風俗の面では評価されている面もあり、古来より宇宙人の活動する場所が多く存在し、古代遺跡などにもその痕跡が見られる。
現代においても、各地に宇宙人街や宇宙鉄道の駅などの施設が隠されており、観光客も多く訪れている。
ケロン星（ケロンせい・ケロンスター）
「ガマ星雲」とよばれる星雲の第58番惑星。緑色（陸地）に黄色い星形の模様（雲）がある、ケロロたちケロン人の故郷。文明レベルはかなり高く、天候が人工的に管理されている。
湿度は地球よりも高い。地上は地球とほぼ同じで、星型の雲がある。地球のような海（海水）は無い。
時間の流れが地球と異なっており、原作22巻ではケロロ小隊が地球にやってきてから300年経過している。
ケロン人（ケロンじん）
ケロロら、ケロン星における人類にあたる種族。小柄で、総じて地球のカエルに似る。
体は弾力性に富み、高湿度を好む。運動能力は地球人とそれほど変わらないが、潜在能力は高い。
その他の特長については、ケロン人を参照のこと。
ケロン軍（ケロンぐん）
ケロロ小隊の隊員が所属している軍隊。中央母艦「グランド☆スター」が本部で、ケロン星から本部行きの宇宙船が出ている。
階級制度があり、日本の陸軍とほぼ同じ。養成学校があり、ケロロたちが軍人としての教育を受けていた。
侵略活動や原始星制圧用の単独活動兵器「キルル」の製作など軍隊として機能している一方で、指令文に趣向を凝らしたり、見た目は小学生の宿題のような隊長の宿題を出すなどおちゃらけた一面もある。小隊にランク付けをしており、支給品などに差がある。
ケロン人が全員所属している（していた）わけではない。
ケロン人#ケロン軍も参照。
共鳴（きょうめい）
ケロロたちが士気を高めるために行う。プルルによるとなにやら秘めたパワーがあるらしいが、ケロロたちはそれを知らず使えなかった。冬樹や夏美も（アニメではモアも）加わったことがある。
原作ではドロロ兵長は初登場の第55話（7巻）から第164話（20巻）まで一度も共鳴したことがなかった。
アニメではドロロ兵長も共鳴しており、小隊全員で共鳴した結果、料理が美味しくできたり、自由の女神像のスカートがめくれたり、いきなり団子が大量に出来るほどの威力を発揮した。
アンチバリア
宇宙人が使用する装置。使用することで不可視状態となり視認できなくする。作中ではもっぱら地球人に対して使用されており、調節することで任意の相手に対してのみ視認できるようにすることができる。好奇心が強い相手に対しては効果がない。
“Anti-barrier”ではなく「安全地帯バリア」の略。
ケロボール
ケロン軍所属部隊の隊長にのみ支給される万能装置。通信機能をはじめとした様々な機能を持つ。隊長に支給されるが所持・保管や使用は隊長に限られていない。使用料金は後払い制。
ケロロ軍曹に支給されたケロボールは現在冬樹が保管している（しかし、ケロロが無断で持ち出したり、冬樹も断りなく使用している）。
☆（ケロンスター）
ケロロ軍曹の腹部についている星形のこと。
隊長の証であり、身につけるだけで誰にでも隊長の資格と威厳が備わる重要アイテム。隊長なら誰でもつけられるというものではなく「選ばれし隊長」にのみ与えられる。軍事機密であり複製や消去は不可能。ただし、出来の悪いケロロがなぜケロンスターを与えられたかは不明である。

ケロン軍軍事機密アーカイブ
ケロンスターにインストールされているケロン軍事史におけるすべてのデータ。ケロロ軍曹のものにはインストールされているが、新ケロロのものには存在しない。
リビルドケロンスター
新ケロロのケロンスター。主に新ケロロの戦闘データの蓄積とSTYLEの変更に用いられる。
前述どおり軍事機密アーカイブが除去され、軍直轄処分施設「ロック☆スター」に封印されていた。
ターン・ケロンスター
ブラックスターのケロンスターで、正確にはブラックスターの本体。軍事機密アーカイブそのものであり、膨大なデータが収められているが、新たに上乗せすることは不可能。
地下秘密基地
ケロロ小隊の本拠地。日向家の真下にあり、ケロロの部屋の冷蔵庫型のワープ装置から出入りする（真下にあるため地上から無理矢理進入することも可能）。無計画に増改築しているため、さながら蟻の巣のような有様になっている。秘密基地でありながら他の宇宙人や地球人ですら侵入が容易であり、罠や防衛システムもあまり意味を成していない。
宇宙警察（うちゅうけいさつ）
宇宙空間や惑星内での宇宙人の活動を監視し取り締まる機関。その権力は西澤グループやケロン軍を超えるほど絶大で、「疑わしきは検挙」などの横暴な取り締まりや実力行使も厭わない（というよりそういった手段しか使わない）。原作で確認できる警察官はポヨンとポヤンのみ。
宇宙人街（うちゅうじんがい）
サイド1〜6で作られている一般地球人立ち入り禁止の街の総称。サイド1〜5は世界中に散らばっていて、サイド6は奥東京市中心部（実際の街で言う東京都武蔵野市吉祥寺）の商店街の地下にあり、ロボにも変形する（アニメ154話Bパートより）。また、造られてから推定6000年はある（アニメ中の住人の話）。
宇宙○○（うちゅう○○）
名詞について、地球外の存在であることを示す接頭語。
「宇宙いきなり団子」のように、地球産のものとほぼ変わらないものもあれば、「宇宙お好み焼きFx」のように、まったく異質の存在もあり、類似性は一定しない。
なお、名詞が略され「宇宙」だけで使われることもある。この場合は主に「怪しいもの、得体の知れないもの」というニュアンスを伴う。

## 書誌情報

### 単行本
- 吉崎観音『ケロロ軍曹』角川書店→KADOKAWA〈角川コミックス・エース〉、既刊34巻（2024年8月26日現在）
  1. 1999年12月1日発行（1999年11月29日発売[3]）、ISBN 4-04-713307-8
  2. 2000年7月1日発行（2000年6月28日発売[4]）、ISBN 4-04-713344-2
  3. 2001年3月1日発行（2001年2月26日発売[5]）、ISBN 4-04-713396-5
  4. 2001年10月1日発行（2001年9月21日発売[6]）、ISBN 4-04-713455-4
  5. 2002年6月1日発行（2002年5月29日発売[7]）、ISBN 4-04-713496-1
  6. 2003年2月1日発行（2003年1月29日発売[8]）、ISBN 4-04-713532-1
  7. 2003年10月1日発行（2003年9月24日発売[9]）、ISBN 4-04-713574-7
    - 限定版 『ケロロ小隊集結パック』2003年9月20日発売、

  8. 2004年3月27日発行（2004年3月24日発売[10]）、ISBN 4-04-713613-1
  9. 2004年8月10日発行（2004年8月6日発売[11]）、ISBN 4-04-713651-4
    - 限定版 『ケロロ小隊ピンズ付特装版2004年8月6日発売、

  10. 2005年2月26日発行（2005年2月24日発売[12]）、ISBN 4-04-713705-7
    - 限定版『パワード夏美パック』2005年2月17日発売、

  11. 2005年10月8日発行（2005年10月5日発売[13]）、ISBN 4-04-713762-6
    - 限定版『アクションケロロパック』2005年9月30日発売、

  12. 2006年2月25日発行（同日発売[14]）、ISBN 4-04-713791-X
    - 限定版『映画公開記念特別版』2006年2月18日発売、

  13. 2006年7月26日発行（同日発売[15]）、ISBN 4-04-713837-1
  14. 2007年2月26日発行（同日発売[16]）、ISBN 978-4-04-713903-9
    - 限定版『劇場2公開記念特別版』2007年2月10日発売、

  15. 2007年7月26日発行（同日発売[17]）、ISBN 978-4-04-713939-8
  16. 2008年2月26日発行（同日発売[18]）、ISBN 978-4-04-715021-8
    - 限定版『劇場3公開記念特別版』2008年2月15日発売、
    - 限定版『劇場3公開記念超特別版』2008年2月15日発売、

  17. 2008年7月26日発行（同日発売[19]）、ISBN 978-4-04-715092-8
    - 限定版『ミラクルセレクトパックA』2008年7月18日発売、
    - 限定版『ミラクルセレクトパックB』2008年7月18日発売、
    - 限定版『ミラクルセレクトパックC』2008年7月18日発売、

  18. 2009年2月26日発行（同日発売[20]）、ISBN 978-4-04-715179-6
    - 限定版『劇場4公開記念特別版』2009年2月9日発売、

  19. 2009年7月25日発行（同日発売[21]）、ISBN 978-4-04-715295-3
  20. 2010年2月26日発行（同日発売[22]）、ISBN 978-4-04-715386-8
  21. 2010年9月25日発行（同日発売[23]）、ISBN 978-4-04-715529-9
  22. 2011年7月26日発行（同日発売[24]）、ISBN 978-4-04-715747-7
  23. 2012年3月26日発行（同日発売[25]）、ISBN 978-4-04-120170-1
    - 限定版『新ケロロストラップつき特装版』2012年3月19日発売、

  24. 2013年1月26日発行（2013年1月25日発売[26]）、ISBN 978-4-04-120555-6
  25. 2014年3月26日発行（同日発売[27]）、ISBN 978-4-04-120979-0
  26. 2015年3月26日発行（同日発売[28]）、ISBN 978-4-04-102865-0
  27. 2016年5月26日発行（同日発売[29]）、ISBN 978-4-04-104273-1
  28. 2017年4月25日発行（同日発売[30]）、ISBN 978-4-04-105544-1
  29. 2018年5月26日発行（同日発売[31]）、ISBN 978-4-04-105545-8
  30. 2019年5月25日発行（同日発売[32]）、ISBN 978-4-04-107146-5
  31. 2020年12月25日発売[33]、ISBN 978-4-04-108582-0
  32. 2022年4月26日発売[34]、ISBN 978-4-04-112476-5
  33. 2023年5月26日発売[35]、ISBN 978-4-04-113704-8
  34. 2024年8月26日発売[36]、ISBN 978-4-04-115290-4

### 特別編集版
- 『ケロロ軍曹Green（ケロロ小隊5人衆集結編）』2004年3月30日発売、ISBN 4-04-924967-7
  - 1巻から7巻までのケロロ小隊初登場話の話をまとめた単行本。
- 『ケロロ軍曹Red（ハイパーマニアックス編）』2004年3月30日発売、ISBN 4-04-924968-5
  - マニアックな話をまとめた単行本。
- 『ケロロ軍曹Pink（プリティヒロインズ編）』2004年3月30日発売、ISBN 4-04-924969-3
  - ヒロイン（夏美・桃華・秋・モア・小雪）+すももがメインの話をまとめた単行本。
- 『ケロロ軍曹Yellow（ケロン驚異のメカニズム編）』2006年11月30日発売、ISBN 4-04-925037-3
  - 色々な発明品がメインの話の単行本。
- 『ケロロ軍曹Black（ケロロ小隊24時編）』2006年11月30日発売、ISBN 4-04-925036-5
  - 長編「ケロロ小隊24時」全4話とその前フリといえる話2本を1冊にまとめた単行本。

### 戦国ラン星
1. 2008年3月8日発売、ISBN 978-4-04-715034-8
2. 2008年11月26日発売、ISBN 978-4-04-715138-3
3. 2009年7月25日発売、ISBN 978-4-04-715245-8

### ケロロパイレーツ
1. 2010年2月26日発売、ISBN 978-4-04-715408-7
2. 2010年9月25日発売、ISBN 978-4-04-715530-5
3. 2011年2月26日発売、ISBN 978-4-04-715673-9

### ガイドブックなど
- 『ケロロ軍曹11.5巻 公式ガイドブック』2005年12月26日発売、ISBN 4-04-713775-8
  - コミックス11巻までの登場キャラクター（&アリサ）の解説や作者インタビュー、この本のみの描き下ろし漫画などが掲載されている。
- 『ケロロ軍曹 ひみつ超ひゃっか』2007年10月26日発売、ISBN 978-4-04-925053-4
  - コミックス16巻までの登場キャラクター・メカニックなどの解説が掲載されている。
- 『吉崎観音完全監修“K”-FILE ケロロ軍曹公式ガイドブック22.5巻』2012年2月24日発売、ISBN 978-4-04-120171-8
  - 原作者自ら監修に関わっており、コミックス23巻までの登場キャラクター・メカニックなどの解説や安彦良和と谷川流による特別寄稿が収録されている。
- 『ケロロ軍曹25.5巻「ケロロ」アニメDVD同梱』2014年9月26日発売、ISBN 978-4-04-121112-0
  - フラッシュアニメ『ケロロ 〜keroro〜』の10話分のエピソードを厳選収録したDVDとアニメ化されたエピソードを収録したコミックス、アニメの絵コンテを纏めた小冊子が収録されている。

## メディアミックス

### 武者ケロ
「武者ケロ」（むしゃケロ）とは、本作品のメディアミックス作品のうち武者や戦国時代・武者ガンダムがモチーフとなっている作品群の総称。

### ケロロパイレーツ
「ケロロパイレーツ」とは、本作品のメディアミックス作品のうち海賊がモチーフとなっている作品群の総称。

### ケロロクエスト
「ケロロクエスト」とは、本作品のメディアミックス作品のうちRPG風の西洋騎士がモチーフとなっている作品群の総称。なお、上記の「武者ケロ」や「ケロロパイレーツ」とともに、『晴レルヤ!!』（2009年10月3日からのテレビアニメED）の背景に使用されている。

### ケロロランド
本作品を専門に取り扱う子供向け雑誌。『月刊少年エース』の増刊誌となっている。

### テレビアニメ
2004年4月から2011年4月まで、テレビ東京系列 (TXN) でアニメ『ケロロ軍曹』が、2010年4月から2011年4月までテレビ東京のみでアニメ『ケロロ軍曹乙』が、それぞれ放送された。いずれもサンライズ制作。

### 劇場版アニメ
テレビアニメの制作体制で長編5本・短編3本が公開された。

### フラッシュアニメ
『ケロロ』と題したショートフラッシュアニメが、アニマックスにて2014年3月から9月まで放送。制作はサンライズとギャザリング。

## 読み切り版および初期設定など
先述した通り、1998年には読み切り版「ケロロぐんそー」が発表された。原作第226話で第1話の前日譚であると設定された。ここでは原作11.5巻を基に解説を行う。

### あらすじ
夏休みの宿題である「かえるの成長記録」のために、田舎から送ってもらった「謎のおたまじゃくし」はケロロぐんそーに成長した。ケロロぐんそーは実は宇宙人で行き倒れの所を助けられたのである。彼の星のおきて「命の恩人には"テガラ"で返す」を実践しようとするが、実は彼もまた夏休みの宿題で「地球人の観察記録」を付けに来ていたのだった。

### 主な相違点
- 夏美の表記がナツミであり、後の連載版とは異なり小学6年生である。また「発育盛り」らしい。
- ケロロの別名として「バトラコス」がある（なお、原作第226話ではケロロ軍曹の人格osを搭載した偵察ユニットの4号だと発覚）。
- ゲームマニアのマリコという眼鏡を掛けた女の子がいる。

### その他初期設定など
また、この読み切り版とは別に現在のパートナーとは異なるメンバーの初期設定が存在する。
大和准（やまと じゅん）
現在の夏美に相当するキャラクター。パートナーはケロロ軍曹（外見・名前・口癖は連載版と同一）。普通の女の子だが、結構疑り深い。スポーツ好きで、日の丸女子中等学校のハンドボール部に所属している。
矢矧千夏（やはぎ ちなつ）
准のライバルである。パートナーはケケロ伍長（現在のギロロ伍長に相当。外見の相違は「マークがドクロではなく星」「帽子に迷彩模様」「顔だけではなく体にも縦に傷がある」ことで、他に「〜だぜよ」と土佐弁のようなしゃべり方をする点が異なる）。
浜風春菜（はまかぜ はるな）
連載版未登場キャラクター。髪がぼさぼさで寝癖らしい髪型で眼鏡を掛けている。おたく少女であり、漫画、ゲーム、アニメ、無線など多趣味らしい。パートナーはロロロ曹長（現在のクルル曹長に相当。「マークがない」「ヘッドホンにイヤホンマイクがついている」「口調が「…。どうぞ」」以外は特に変化がない）。
雪風冬美（ゆきかぜ ふゆみ）
連載版未登場キャラクター。雰囲気は大人の女性であり、グラマラスでセクシー。ライダースーツのような服を着ており、走り屋のボスのお姉さんという設定。パートナーはロロケ二等（現在のタママ二等兵に相当。「帽子がピンク色」「尻尾がやや大ぶり」であることを除けば特に変化はない）。
朝霧秋江（あさぎり あきえ）
現在のお観世（幽霊ちゃん）に相当するキャラクターであるが、詳しい設定などは不明。パートナーはロケケ兵長（現在のドロロ兵長に相当。外見の相違は「帽子がケロロの物と同じ形である」「マスクの形が機械的」「ウエットスーツらしき服を着用している」点が異なる）

## 補足
※原作漫画に関することを記述する。アニメのみに関連することはアニメ版に関する補足・余談を参照。
- 平成19年度（第11回）文化庁メディア芸術祭 漫画部門審査委員会推薦作品（マンガ部門 / ストーリーマンガ）。
- アニメ『機動戦士ガンダムSEED DESTINY』に登場するMS「アッシュ」はケロロをモデルにしている。
- 本作が小学館漫画賞を受賞した際、一部メディアにおいて“ケロロ将軍”と発表された。この時、吉崎は発表の数時間後に自身の公式サイトにて、ケロロが和風の鎧兜を身に付け、軍配を持ったイラスト“ケロロ将軍”を公開し、受賞を喜ぶコメントを併記した。
  - このイラストには火縄銃を携えた足軽っぽい衣装のギロロと通常より忍者度が増した格好のドロロも描かれている。このイラストは11巻目次になったり、ウェブサイト『ケロロアイランド』のトップ絵にも起用されたりもした。さらにアニメにも登場している（ケロロ軍曹のコスプレ・変身の「ケロロ将軍」を参照）ほか、前述のとおりこの「武者ケロ」のメディアミックス作品もある。
- 『ザテレビジョン』の表紙にレモンのかぶり物を身に付けたケロロや、緊箍の輪（『西遊記』に出てくる孫悟空の頭部の輪っか）を付けたギロロが描かれた。
- カトキハジメが原作コミックの限定版のパッケージデザインや劇中で夏美が使用したパワードスーツの武器デザイン、『ケロロランド』中の企画「KRRWAR」の戦闘メカ、さらにはアニメの絵コンテ（第38話・第73話）を担当している。原作者である吉崎がカトキのファンであることから実現した。限定版コミックは吉崎の希望により、カトキがプロデュースする「GUNDAM FIX FIGURATION」のパッケージと同一のデザインとなっている。
- 日本テレビの『NNN Newsリアルタイム』に、本作が取り上げられたことがある。
- 映画『小さき勇者たち〜ガメラ〜』では、吉崎が映画のために、当時未発売だったコミックス13巻の表紙を描き下ろした。吉崎がガメラのファンであることと、主人公が『ケロロ軍曹』のファンという設定に基づき実現したものである。なお、その時点では13巻はもとより12巻すら発売されていなかった。
- 単行本14巻のスタッフ紹介に「『独眼流カプ〜!』より」という謎の記述があり、ブログなどで話題となった（アニメ版に関する補足・余談も参照）。
- 韓国では日本で発売されたものとは違ったオリジナルゲーム[38]が存在する。
- 韓国の製パン会社「シャニー」が2006年3月にケロロ軍曹のパンを発売した[39]。
- 初めての公式ショップ『ケロロ軍曹SHOP@シネプレックス幕張』が 2007年10月20日にオープンした。
- 2007年11月25日、格闘技『ハッスル』にてケロロが着ぐるみで参加。この際、アニメでケロロを演じる渡辺久美子が会場で動きにあわせて声を当て会場に流している（マイクパフォーマンスも同様である）。
- 朝日新聞2007年12月21日号に掲載された[40]。
- エースコックより2008年2月から12月までに出荷された「スープはるさめ・プチパック」のパッケージデザインには4種類（野菜わかめしょうゆ味（ケロロ）、かきたま塩味（タママ）、コーンカレー味（クルル）、坦々麺味（ギロロ）共、ケロロ小隊のアニメ版イラストが期間限定で採用され、同じくアニメ版イラストのケロロ小隊のオリジナルシールが商品内に添付されていた。
- 登場キャラクターが使用する携帯電話は、NTT docomoのNEC端末（Nシリーズ）が多い。
- 熊本市の政令指定都市化を記念して、2012年3月3日より4月1日まで熊本市現代美術館にて「ケロロ軍曹 吉崎観音原画展」が開かれている[41]。これは、吉崎が熊本で小・中学生時代を過ごし、漫画にていきなり団子をはじめとした熊本の特産品が登場している縁によるものであり[42]、この他、熊本市電には吉崎によって加藤清正ケロロが描かれたケロロ軍曹ラッピング電車も登場[42]、市電沿線では「ケロロ軍曹 秘密のお宝大作戦〜なぞ解き宝探しイベント」と題して宝探しイベントも開かれる[43]。
- テレビ東京系で製作・放送されているモヤモヤさまぁ〜ず2にて月島（深夜時代）を訪ねたことがあり、そこで盗聴器が当たるガチャポンに挑戦した際、機械に書いている「当たり賞品以外」ばかりしかでず、それらがほとんどケロロ軍曹の小さなぬいぐるみだった。さまぁ〜ずの三村マサカズは、得体の知れないキャラクターグッズばかりが出るので、「大丈夫か？」と危惧していたが、テレビ東京アナウンサーの大江麻理子は、「（ケロロ軍曹は）テレ東物件なので大丈夫です」と、答えている。この一件を「月島ケロロ」と呼ばれている。
- 西武鉄道は鉄道利用マナー向上啓発活動として2010年9月から「ケロロ軍曹のマナーで西武鉄道侵略大作戦」と題し、ケロロ小隊ら本作キャラクターおよびその仲間という設定の西武鉄道専属ケロン人「スママ」（テレビアニメなどには未登場）を使用したマナーポスター・ステッカーを駅構内・車内に掲出しているほか、車内デジタルサイネージ（西武スマイルビジョン）にてアニメーションを放映している。2015年1月までに、車内編が11作品、駅編が5作品制作された。2015年5月からは、ケロロ軍曹に代わり『妖怪ウォッチ』のキャラクターが採用されたため、事実上終了している。

### 他作品におけるオマージュなど
- フジテレビ系ドラマ『電車男』にも関連グッズなどが登場する。なお、『電車男』の元ネタとなった『2ちゃんねる』でのスレッド内に電車男本人からの「今日は土曜日だから、ケロロ軍曹を見なくては…」という書き込みが存在した。逆にこれらを取り上げたエピソードが原作11.5巻（公式ガイドブック）の描き下ろし漫画にある。
- 『.hack//G.U. Vol.1 再誕』にケロロ軍曹がゲスト出演している。
- 集英社の『週刊少年ジャンプ』に連載されている『銀魂』のアニメ版249話の冒頭で、機動戦士ガンダムのモビルスーツとともにケロロ軍曹の人形が登場している。なお、この3作品ともアニメの製作会社がサンライズという共通点がある。
- 西村しのぶ著『一緒に遭難したいひと』の単行本2巻150頁、主人公のいとこである絵依子の携帯にケロロたちの待ち受け画面が存在する。
- 漫画『ボボボーボ・ボーボボ』第21巻にて、本作のパロディ・オマージュがある。
- 小学館の『月刊コロコロコミック』に連載されている『絶体絶命でんぢゃらすじーさん邪』にて、本作の一部にパロディ・オマージュがある。
- 2007年5月23日発売の『週刊少年サンデー』第26号の漫画版『ハヤテのごとく!』にケロロの帽子と星を付けた本物のカエルが登場した。
  - アニメ版第1期で第36話でドロロの名前が登場している。第49話には朝風理沙がケロロの柄のTシャツを着ていたり、タママ・ギロロ・クルル・ドロロそっくりの子供も登場している。第51話にはケロロそっくりのぬいぐるみがクレーンゲームの賞品として登場した。
- 『新・吼えろペン』（島本和彦）で作者が小学館から角川書店へ移ったことを書いたところで、背後にケロロらしきキャラクターが描かれている。
- 『らき☆すた』では同じ角川書店の作品だけあってキャラクターグッズがたびたび登場したり、アニメ版にはケロロがアクセサリーや人形で登場している。第13話にてケロロ役の渡辺久美子、タママ役の小桜エツコ、ギロロ役の中田譲治がアニメイトの店員（各自それぞれの体色の服を着てエプロンには各キャラクターのマーク付き）として声優を務め、次回予告も3人が本作のキャラクターとして担当した他、OVA版第1巻では渡辺と小桜の2人がそれぞれケロロとタママにそっくりな顔つきのカエルの役として出演している。また、2009年3月に開催されたコンサート『らき☆すた in 武道館 あなたのためだから』では、第二部のトークコーナーに監督、渡辺、ケロロの3人が登場し、トークの傍ら映画の宣伝を行った。
- 同じサンライズ製作のアニメ『コードギアス 反逆のルルーシュR2』第5話には日向家の3人によく似たモブキャラクターが登場している。
- 映画『パコと魔法の絵本』のカエルの置物の中に「ケロロ等身大ぬいぐるみ」と「ギロロフイギュア」が登場した。
  - スピンオフ作品の「いつもワガママガマ王子」にもケロロ・ギロロ・タママの3人が出演した（セリフはなし）。
- BS-iのドラマ『女子大生会計士の事件簿』の第7話において、角川（かどかわ）書店のパロディ会社・角川（すみかわ）書店に「ケロロ伍長」というパロディキャラクターが登場し、「ケロロ等身大ヌイグルミ」の右下の名前部分に「ケロロ伍長」と書かれていたり、「ケロロ伍長」と書かれた偽ポスターも特別に作られた。
- テイルズ オブ シリーズとのオマージュ、コラボレーション
  - PlayStation 3版『テイルズ オブ ヴェスペリア』にカロルの新コスチューム称号「ケロロ軍曹」が登場、この称号をつけると戦闘中の一部の声がケロロになる（声優が同じ渡辺久美子であるため）。さらにこの状態でパティを一緒に戦闘に出した際の戦闘勝利時の台詞でパティが「このボケガエル!」や「私がいれば地球はもう大丈夫」などの台詞を喋る場合がある（パティの声は夏美役の斎藤千和であるため）。
  - 2010年発売のニンテンドーDSソフト『ケロロRPG 騎士と武者と伝説の海賊』の予約限定特典としてプロダクションI.G作画のケロロ軍曹×「テイルズ オブ」超コラボ限定クリアファイルが付属した。このクリアファイルはケロロとカロルに加えタママとコーダ（『テイルズ オブ イノセンス』）、ギロロとヴァン、クルルとジェイド（共に『テイルズ オブ ジ アビス』）、ドロロとクレス（『テイルズ オブ ファンタジア』）という、担当声優5人がそれぞれケロロ軍曹とテイルズ オブ シリーズで演じたキャラクターをペアとしたイラストを使用している。
- トニーたけざきの漫画『トニーたけざきのエヴァンゲリオン』の第11話「最後のシンリャク者」において、渚カヲルのパロディ「渚カヱル」としてケロロがそのままの容姿で登場している。
- 2020年に放送されたアニメ『社長、バトルの時間です!』に登場するマコトのリュックは渡辺久美子が声優を務めており、口調が「ゲロゲロ」や「○×であります!」といったケロロを彷彿とさせるものになっている。

## 日本国外版
- 北米版のタイトルは『Sgt. Frog』（訳：カエル軍曹）であり、単行本はTOKYOPOPから発売されている。表紙は日本版と異なる。2009年末にアニメ版DVDが刊行開始。
- 韓国版のタイトルは『개구리 중사 케로로』（訳：カエル軍曹ケロロ）。舞台は韓国に変更され、夏美が「カン・ハンビョル（강한별）」[注 2]、冬樹が「カン・ウジュ（강우주）」[注 3]という名前に変更されている。ケロロ小隊5人の名前はそのまま。
- フランスでは1stシリーズのアニメが『Keroro, mission Titar』、第14話以降は『Keroro』のタイトルで放送された。ケロロ小隊の名前はそのままだが、冬樹がArtusに、夏美がAprilに、秋がAnnaに、桃華がGaranceにそれぞれ変更されている。
- スペインではオープニングのクレジットに『SGT Keroro』と現れるが、シリーズのタイトルとしては『Sargento Keroro』が使われている。